# Rakowczyk
Rakowczyk (ukr. Раківчик) – wieś na Ukrainie, w obwodzie iwanofrankiwskim, w rejonie kołomyjskim.
Znajduje tu się przystanek kolejowy Rakowczyk, położony na linii Kołomyja – Delatyn.